# Castello di Tabiano
Il castello di Tabiano è un maniero medievale che sorge nella piccola frazione di Tabiano Castello, appartenente al comune di Salsomaggiore Terme, in provincia di Parma.

## Storia
L'originario castello fu innalzato probabilmente dalla famiglia Pallavicino fra il X e l'XI secolo, sui resti di un insediamento d'epoca romana; tuttavia, non esistono notizie certe sulla nascita della fortezza, che secondo alcuni storici risalirebbe invece agli inizi del XII secolo.
Nel 1143 il marchese Oberto I Pallavicino divise fra i suoi figli le sue numerose proprietà, innescando una lunga contesa che coinvolse anche il maniero di Tabiano, che toccò a Delfino; nel 1149 la fortificazione fu attaccata da suo fratello Guglielmo e dai piacentini, che furono inizialmente sconfitti anche grazie all'aiuto dei parmigiani e dei cremonesi, ma che l'anno successivo riuscirono ad conquistarla, saccheggiarla e distruggerla. Nel 1153 il castello fu ricostruito e Delfino ne fu ufficialmente infeudato con il titolo di marchese; la pace fra i due fratelli fu sancita nel 1158 da Federico Barbarossa, durante la dieta di Roncaglia.
Nel 1180 Delfino Pallavicino morì senza eredi, lasciando la fortezza ai canonici del Capitolo della Cattedrale di Parma, che pochi anni dopo ne cedettero i tre quarti a Bernardo da Cornazzano. Nel 1249 il castello rientrò nei possedimenti dei Pallavicino, quando l'imperatore del Sacro Romano Impero Federico II di Svevia ne insignì ufficialmente il marchese Oberto II Pallavicino, che nel 1267 fu nuovamente costretto a cederlo in seguito ad un assalto da parte dei guelfi parmigiani.
Agli inizi del XIV secolo Manfredino Pallavicino, figlio di Oberto II, riuscì a reimpadronirsi del maniero grazie all'aiuto dei Visconti di Milano, ma lo lasciò ai cugini del ramo di Scipione, che a loro volta lo trasmisero alla stirpe di Busseto. Nel 1374, tuttavia, Bernabò Visconti, approfittando della congiura che Niccolò Pallavicino ordì alle spalle dello zio Giacomo, marchese di Bargone, attaccò la fortezza e se ne impossessò, per donarla nel 1380 alla consorte Regina della Scala. Nel 1390 Gian Galeazzo Visconti riconsegnò il castello a Niccolò, che tuttavia scomparve per avvelenamento nel 1401, lasciando tutte le proprie sostanze al figlio naturale Rolando il Magnifico; secondo una leggenda locale, la morte di Niccolò sarebbe avvenuta per l'apparizione del fantasma dello zio Giacomo, mentre in realtà il suo avvelenamento era stato organizzato da un altro ramo della famiglia per impedire che l'eredità passasse a Rolando.
Nel 1441 Niccolò Piccinino attaccò su più fronti lo Stato Pallavicino, costringendo il Pallavicino alla fuga; tutte le sue terre furono incamerate da Filippo Maria Visconti, che nel 1442 investì il condottiero del feudo di Tabiano e di numerosi altri del Parmense.
Tuttavia, nel 1457 Uberto Pallavicino, figlio di Rolando, ne fu ufficialmente investito da Francesco Sforza; il ramo di cui fu capostipite mantenne per circa tre secoli il possesso del castello, che subì l'ultimo assalto nel 1636, durante la guerra dei trent'anni, da parte degli spagnoli, che furono tuttavia respinti.
Nel 1756 la stirpe diretta dei Pallavicino di Tabiano si estinse con Odoardo e il feudo fu confiscato dalla Camera ducale di Parma, che lo assegnò alla famiglia Sermattei di Assisi; le terre rimasero tuttavia di proprietà degli eredi dei rami collaterali e in particolare della marchesa Ottavia Pallavicino, che sposò Francesco Maria Landi; i due coniugi riacquistarono anche il castello, che trasmisero al figlio Gian Battista e al nipote Ferdinando; a quest'ultimo succedette la sorella Sofia, moglie del conte Ferdinando Douglas Scotti di San Giorgio.

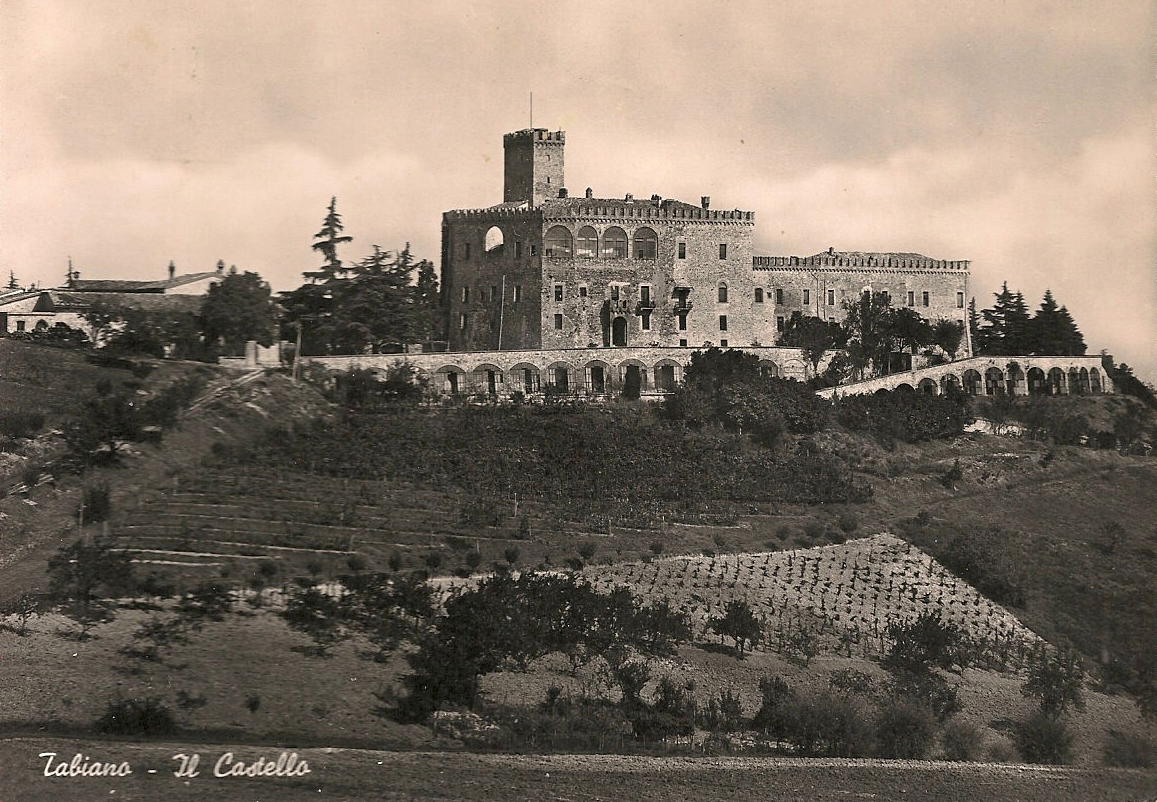
Il castello visto da sud nel 1957

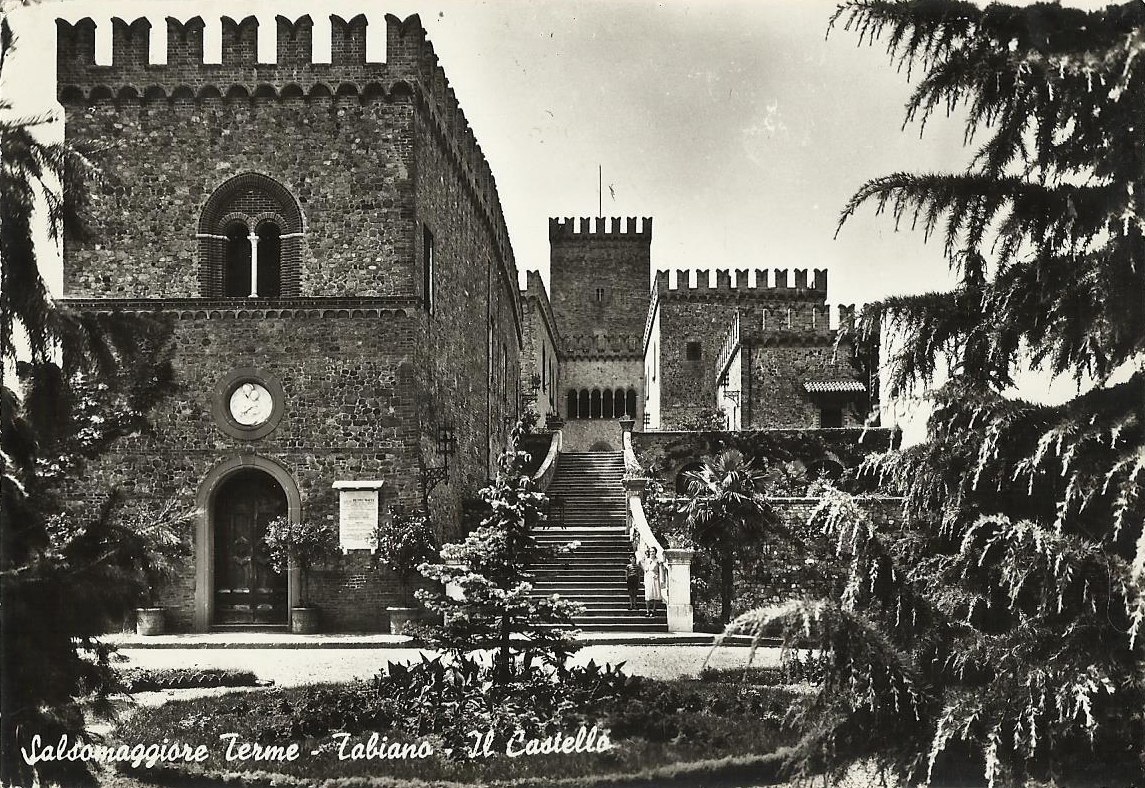
Lo scalone d'ingresso del castello intorno al 1950

Nel 1882 Sofia alienò gli oltre 200 ettari di terreni, l'imponente ma degradata fortezza e l'antico borgo circostante a Giacomo e Rosa Corazza, che gestivano un'industria a Londra; la coppia negli anni seguenti avviò importanti lavori di decorazione e restauro del maniero.
Il figlio Carlo, già comproprietario delle Terme Berzieri, all'inizio del XX secolo acquistò nuove terre e ristrutturò i casali, fondando una fiorente impresa rurale, dotata di stalle, fienili, rustici, due caseifici e magazzini per il formaggio.
I suoi discendenti agli inizi del XXI secolo recuperarono l'intera struttura del castello e del piccolo borgo di origine medievale, che trasformarono in albergo diffuso, mantenendo al contempo in attività anche l'adiacente azienda agricola.

## Descrizione

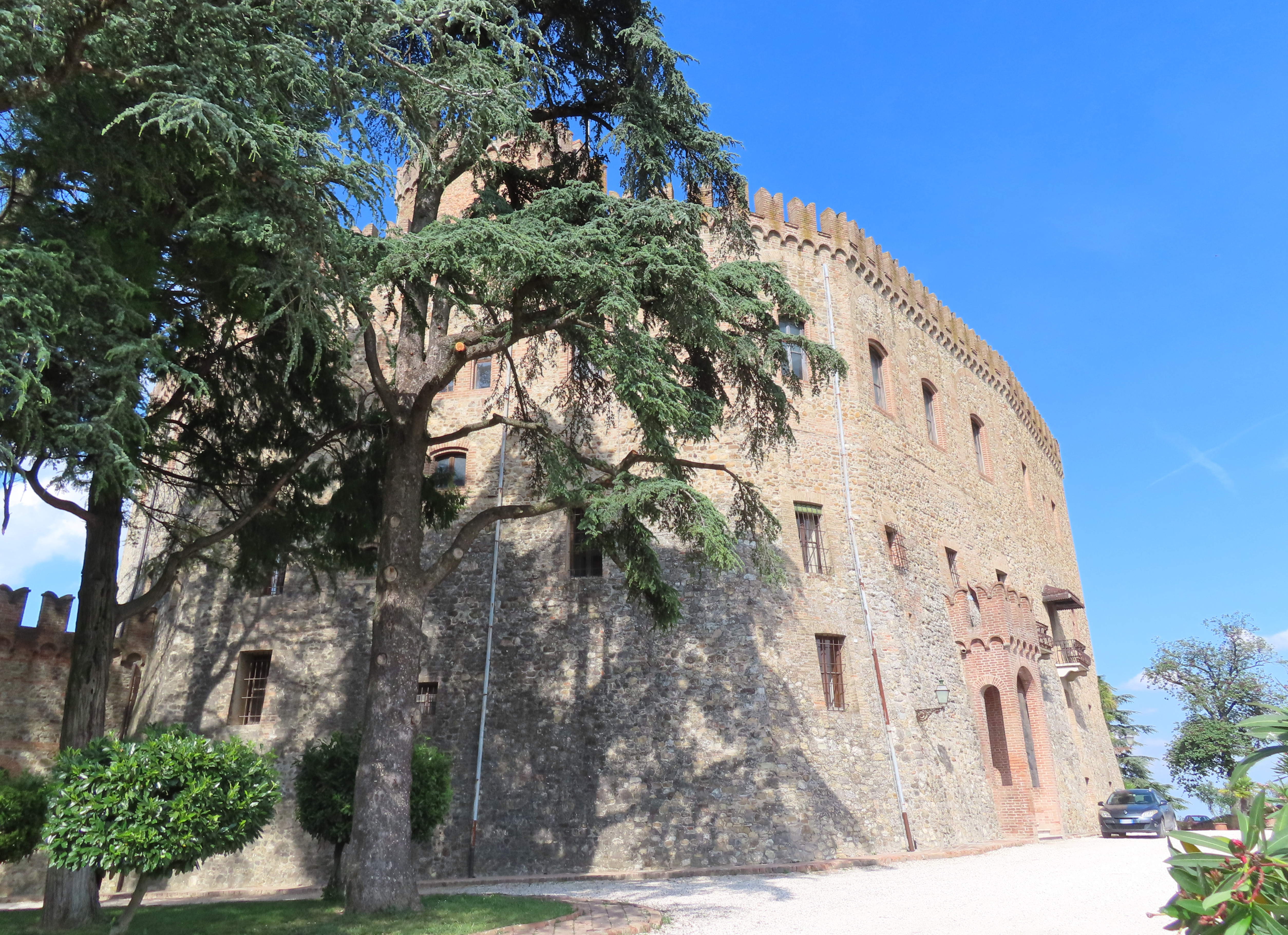
Facciata sud

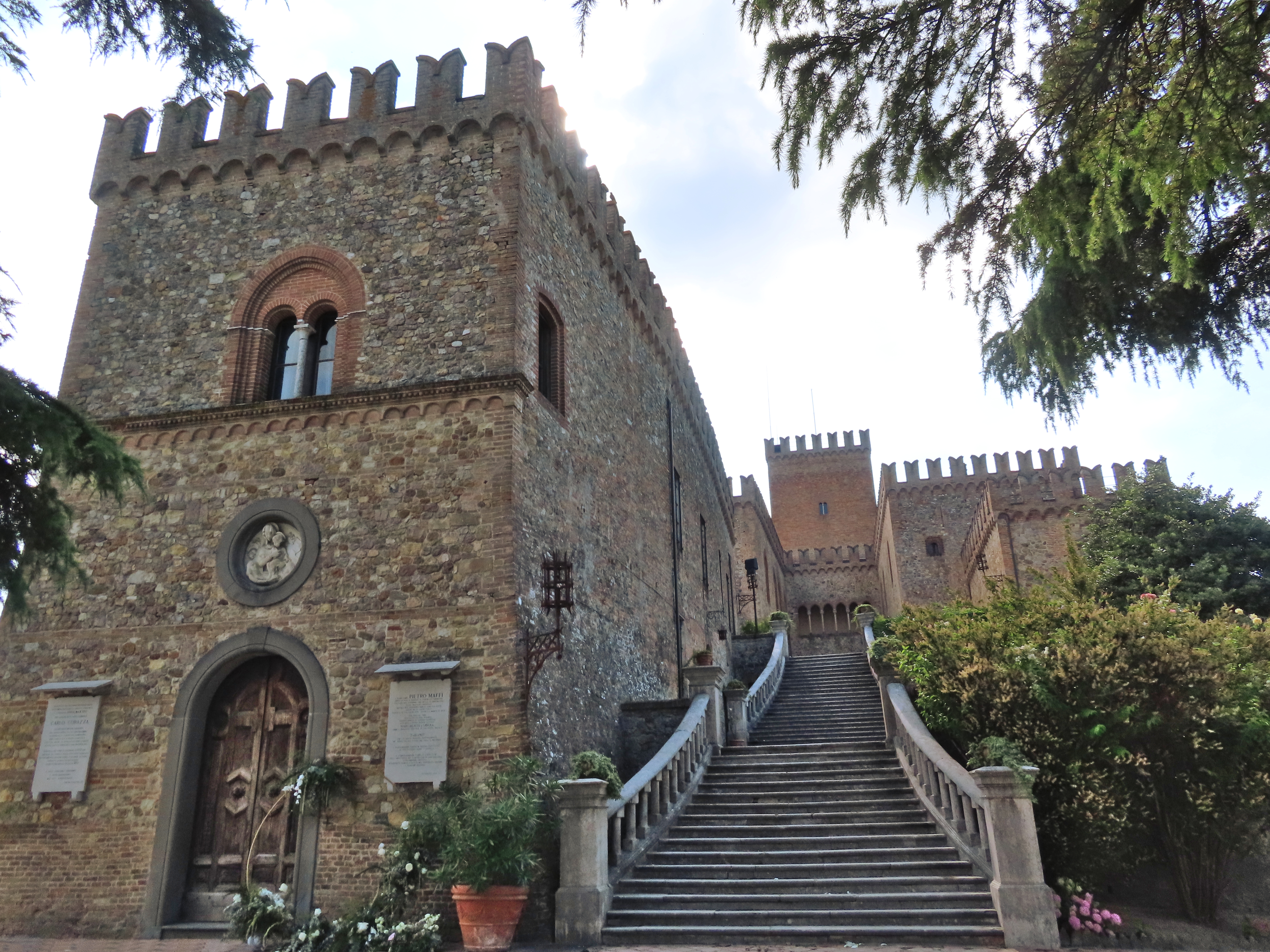
Lato est e cortile d'onore

Il grande e articolato castello, frutto di modifiche ed ampliamenti susseguitisi nei secoli, si sviluppa su una pianta pressoché rettangolare, sullo scosceso crinale delle colline nei pressi di Salsomaggiore Terme; la sua mole imponente si innalza sulla roccia emergendo rispetto alle vallate circostanti, ai margini del bosco. Al centro si eleva il corpo principale del maniero, al cui interno spicca l'alta torre di guardia di forma squadrata, che funge da eccezionale punto panoramico.

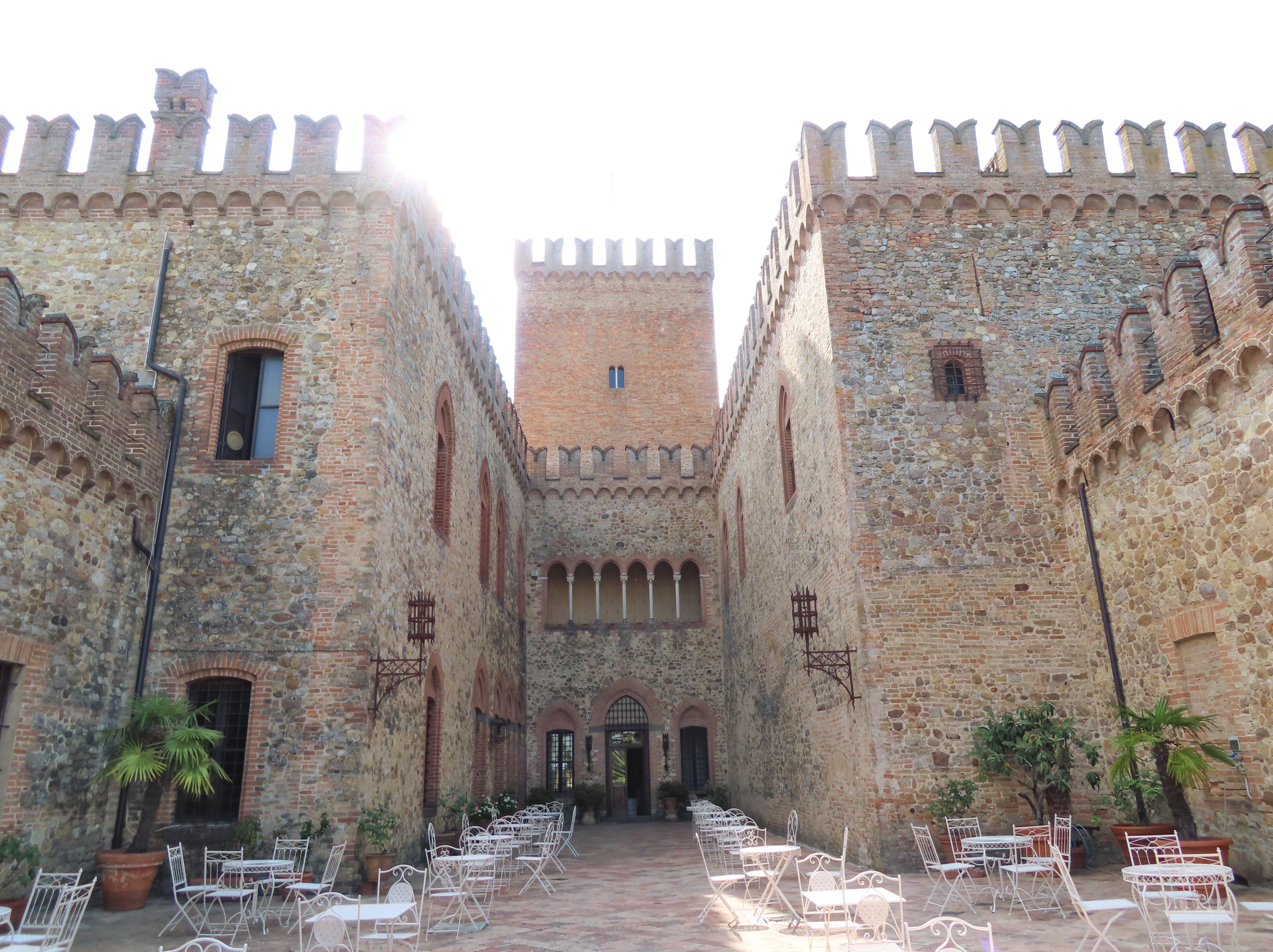
Facciata d'ingresso sulla terrazza

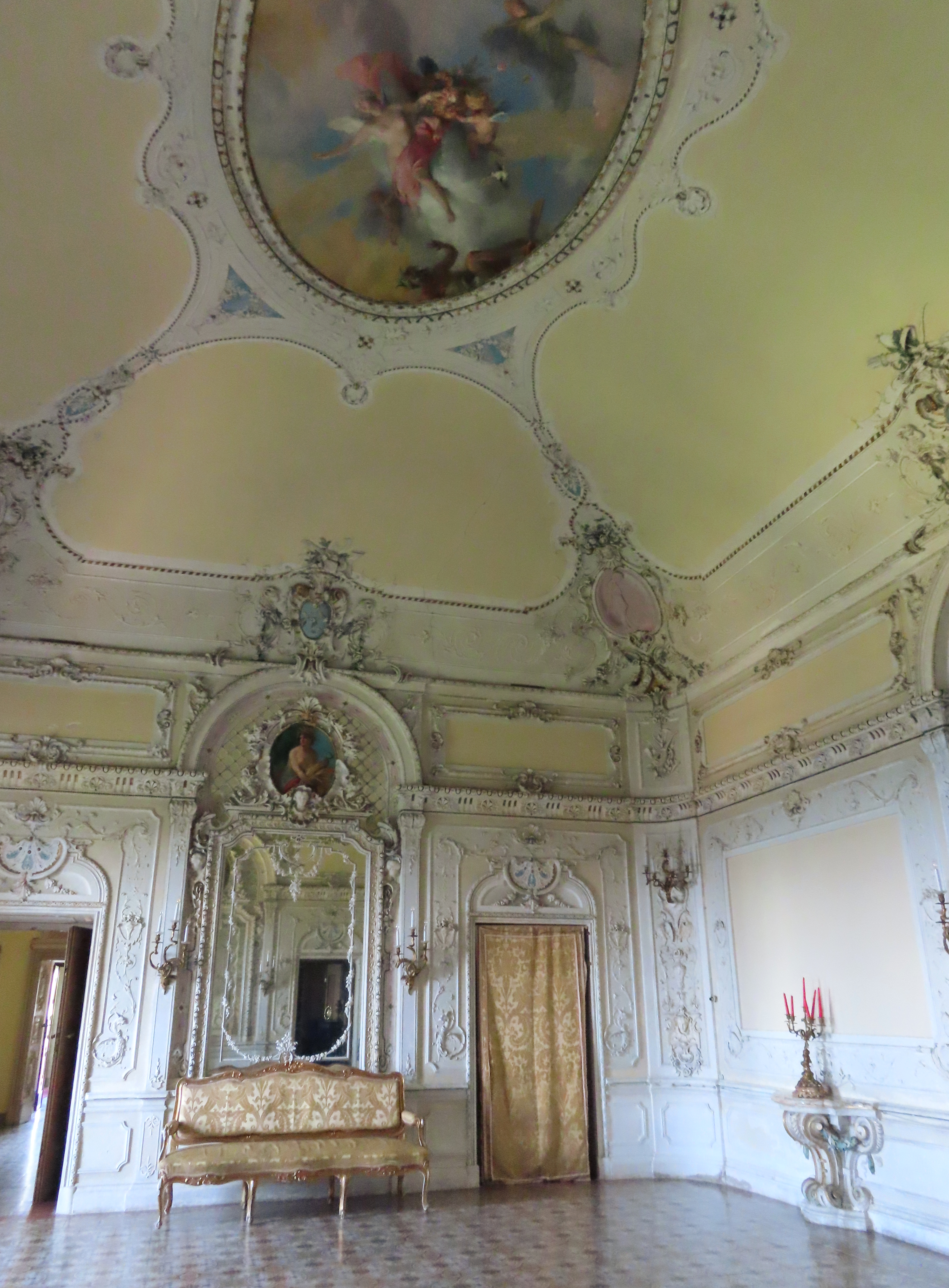
Sala degli Specchi

Le facciate quasi interamente in pietra dei vari edifici che compongono il castello sono pressoché totalmente coronate da merlature ghibelline, che caratterizzano anche l'antica torre d'ingresso, in cui sono ancora evidenti le due alte fessure che un tempo ospitavano i bolzoni del ponte levatoio, in seguito sostituito da un ponticello in legno; ai margini si sviluppa la parte più antica del borgo, all'interno delle mura duecentesche ai cui spigoli si innalzano due torri angolari a pianta circolare. La complessa struttura del maniero è ingentilita dalle numerose terrazze e dai bastioni del XII secolo, trasformati in giardini.
All'interni numerosi ambienti sono arricchiti da decorazioni ad affresco e in stucco, realizzate soprattutto nella seconda metà del XIX secolo in occasione della trasformazione del castello in elegante dimora signorile.

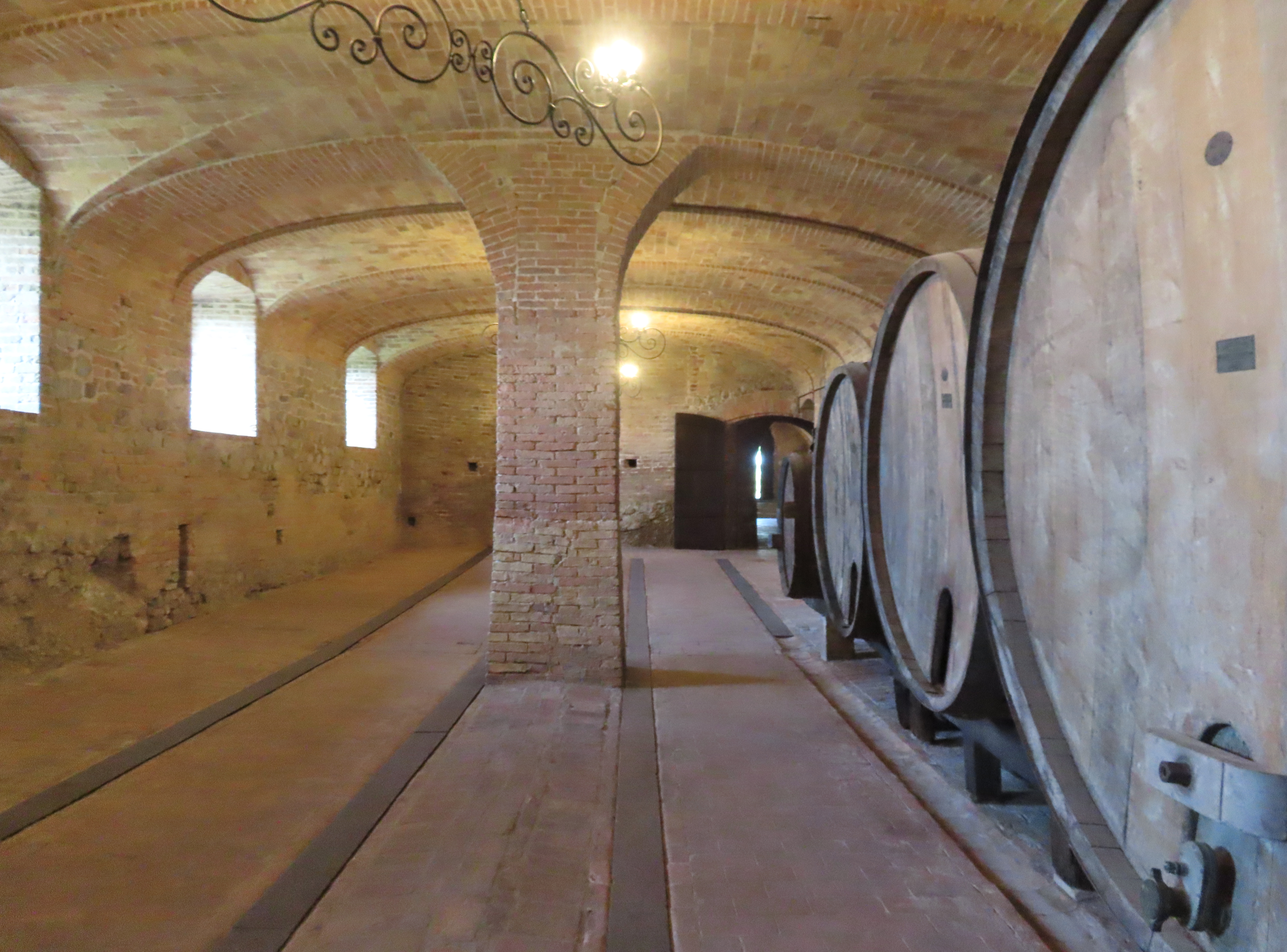
Cantine

### Percorso di visita
Il castello è aperto al pubblico dal 2016 e fa parte del circuito dei castelli dell'Associazione dei Castelli del Ducato di Parma, Piacenza e Pontremoli.
Risultano visitabili le antiche cantine a volta, i saloni decorati con stucchi e affreschi, la sala da ballo, la sala degli stemmi, la biblioteca, la cappella privata, lo scalone d'onore, le terrazze, i giardini e la Porta Rossa.